# 1886年のスポーツ
- 年度別スポーツ記事一覧

## クリケット
- ジ・アッシズ優勝：イングランド（3勝0敗）

## 競馬

### イギリス
クラシック
- 2000ギニー - オーモンド
- 1000ギニー - ミスジミー
- エプソムダービー - オーモンド
- エプソムオークス - ミスジミー
- セントレジャーステークス - オーモンド

オーモンド史上初めて無敗で三冠を達成
その他主要レース
- アスコットゴールドカップ - オルソープ
- グッドウッドカップ - ザバード
- ドンカスターカップ - ザバード
- エクリプスステークス - ベンディゴ（第1回）
- チャンピオンステークス - オーモンド
- グランドナショナル - オールドジョー

### アメリカ合衆国
- ウィザーズステークス - Biggonet
- ベルモントステークス - インスペクタービー

### フランス
- パリ大賞典 - Minting
- ジョッケクルブ賞 - Upas、Sycamore

### オーストラリア
- メルボルンカップ - アーセナル

## ゴルフ

### 世界4大大会（男子）
- 全英オープン優勝者：デビッド・ブラウン（イギリス）

## サッカー

### イングランド
- FAカップ決勝

ブラックバーン・ローヴァーズ 0-0 ウェスト・ブロムウィッチ・アルビオン
ブラックバーン・ローヴァーズ 2-0 ウェスト・ブロムウィッチ・アルビオン（再試合）

## テニス

### グランドスラム
- ウィンブルドン　男子単優勝：ウィリアム・レンショー（イギリス）、女子単優勝：ブランチ・ビングリー（イギリス）
- 全米選手権　男子単優勝：リチャード・シアーズ（アメリカ）

## ボート
- オックスフォード・ケンブリッジ大学対抗レガッタ優勝：ケンブリッジ大学

## 野球

### アメリカ大リーグ
- ナショナルリーグ優勝：シカゴ・ホワイトストッキングス
- アメリカン・アソシエーション優勝：セントルイス・ブラウンズ

## ヨット
- アメリカスカップ

メイフラワー（アメリカ） 2-0 ガラテア（イングランド）

## ラグビー
- ホームネイションズ

優勝：イングランド、スコットランド
- 国際ラグビーボード創立

## 誕生
- 2月28日 - ビクトル・ボワン（ベルギー、水球、フェンシング、+1974年）
- 3月14日 - フィルマン・ランボー（ベルギー、自転車競技、+1964年）
- 4月10日 - ジョニー・ヘイズ（アメリカ、陸上競技、+1965年）
- 6月18日 - ジョージ・マロリー（イギリス、登山家、+1924年）
- 12月1日 - 飛田穂洲（茨城県、野球評論家、+1965年）
- 12月15日 - 式守伊之助 (19代)（茨城県、相撲、+1966年）
- 12月18日 - タイ・カッブ（アメリカ、野球、+1961年）
- 12月20日 - ヘイゼル・ホッチキス・ワイトマン（アメリカ、テニス、+1974年）